# Естампон
Естампон (фр. Estampon) је река у Француској. Дуга је 52 km. Улива се у Дуз. 